# Philippine Journal of Science
Philippine Journal of Science (abreviado Philipp. J. Sci.) es una revista ilustrada con descripciones botánicas que es editada en Filipinas desde el año 1906. Fue suspendida en los años 1941-1947; y sustituyó a Publications of the Bureau of Science Government Laboratories.